# Turtix
Turtix — компьютерная игра в жанре платформера, разработанная польской компанией In Images и изданная Big Fish Games 28 января 2007 года на Windows. 1 июля 2008 года вышло продолжение, Turtix: Rescue Adventure.

## Игровой процесс
Turtix — компьютерная игра в жанре платформера. Игра разбита на пять миров, в каждом из которых находятся уникальные враги и боссы. Игрок может убивать противников, запрыгивая на них сверху, или подбирая специальные бонусы, такие как способность стрелять магическими снарядами.

## Отзывы критиков
| Иноязычные издания | Иноязычные издания |
| Издание            | Оценка             |
| ------------------ | ------------------ |
| Gamezebo           | [ 1 ]              |
| idnes.cz           | 75 %               |

Джоэл Броди из Gamezebo порекомендовал игру всем любителям классических платформеров, однако покритиковал игру за однообразие противников и бонусов. Любомир Хауэрланд из idnes.cz оценил игру в 75 %, однако раскритиковал её за линейные однотипные уровни, различающиеся между собой в основном графикой.